# Alfie Boe

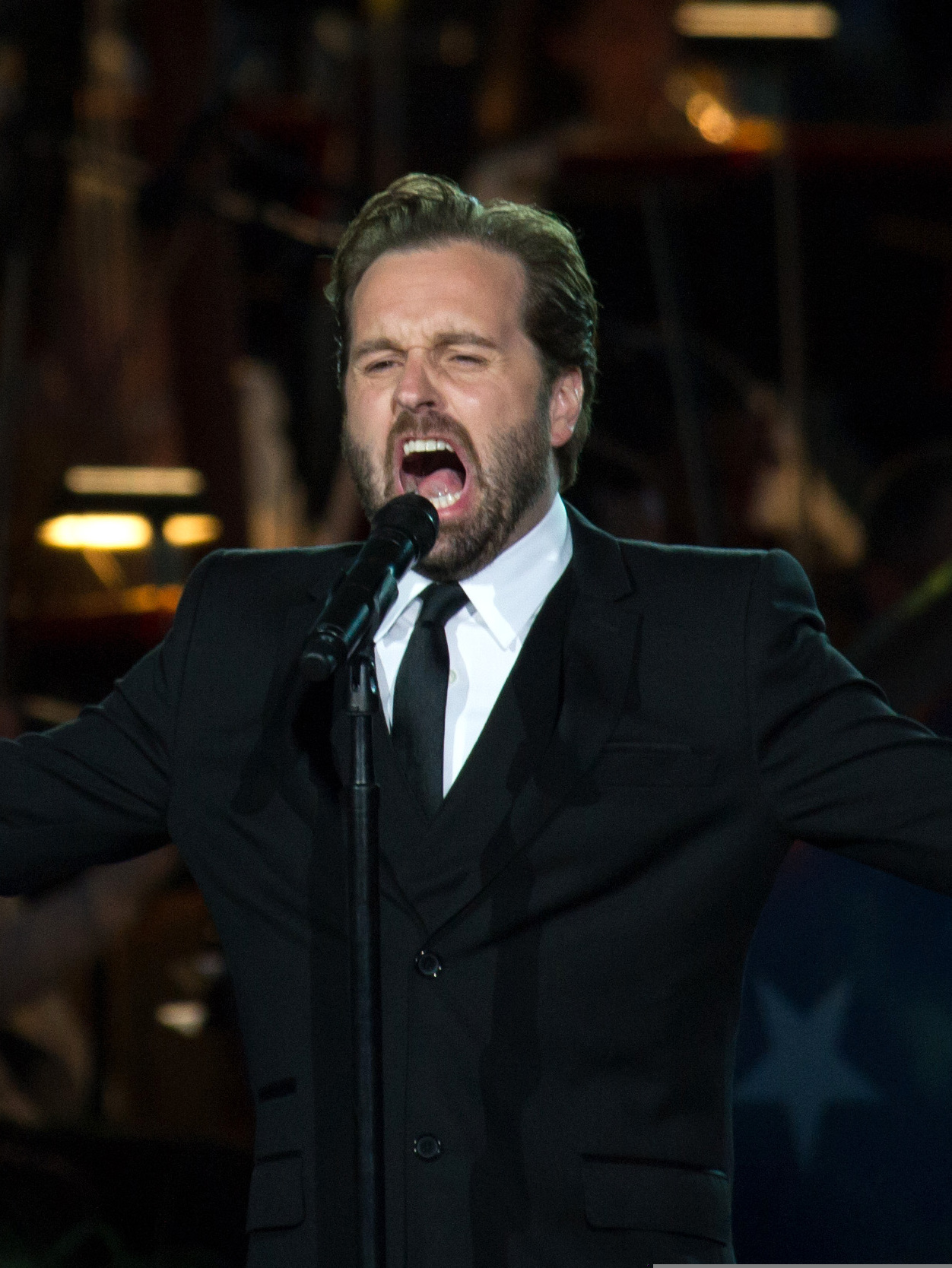
Alfie Boe 2013 in Washington, D. C.

Alfred Giovanni Roncalli Boe OBE (* 29. September 1973 in Blackpool) ist ein britischer Tenor.

## Karriere
Boe wuchs in Blackpool auf und obwohl er in seiner Jugend mit klassischer Musik aufwuchs, strebte er zunächst keine Sängerkarriere an. Erst als sein Gesangstalent anderen auffiel, folgte er dem Rat, sich bei der D’Oyly Carte Opera Company in London zu bewerben. Er wurde aufgenommen und ging mit der Truppe mit Stücken von Gilbert und Sullivan auf Tournee. Danach bekam Boe ein Stipendium für das Royal College of Music. Sein weiterer Ausbildungsweg umfasste das National Opera Studio und das Royal Opera House’s Villar Young Artists Program. Anfang der 2000er wurde er von Baz Luhrmann in seine Broadway-Produktion von La Bohème geholt. Die Aufführung wurde ein großer Erfolg und das Ensemble erhielt 2003 einen Tony Award.
2006 unterschrieb Alfie Boe einen Plattenvertrag beim Label Classic FM und veröffentlichte sein Debütalbum Classic FM Presents Alfie Boe, das in den britischen Klassikcharts bis auf Platz drei kam. Daraufhin wechselte der Tenor noch im selben Jahr zu EMI Classics und veröffentlichte 2007 das Album Onward. Es kam sogar bis in die offiziellen britischen Verkaufscharts. Es folgten weitere Alben, darunter mit La Passione ein Album mit traditionellen italienischen Liedern.
Daneben wirkte er weiter in Opernaufführungen mit und übernahm 2010 beim Jubiläum des Musicals Les Misérables in der Londoner O2-Arena eine Hauptrolle. Seine gewachsene Popularität zeigte sich 2010 auch bei der Veröffentlichung des Albums Bring Him Home. Es kam unter die Top Ten der britischen Alben und hielt sich über ein Jahr lang in den Charts. Anschließend spielte er Les Misérables auch im Londoner Queen’s Theatre und trat bei der Last Night of the Proms und beim Diamond Jubilee Concert zur Feier des 60-jährigen Thronjubiläums von Königin Elisabeth II. auf. Drei weitere seiner Albumveröffentlichungen kamen ebenfalls in die Top Ten der britischen Charts. Dazu wurden seine Alben auch in den USA veröffentlicht und erreichten auch dort Topplatzierungen in den Klassikcharts. Im März 2016 nahm er die Rolle des Peter-Pan-Schöpfers J. M. Barrie in Gary Barlows Broadway-Musical Finding Neverland an. Nach Ende der New Yorker Spielzeit wird er in dieser Rolle ab 2017 auch ins Londoner West End zurückkehren.

## Diskografie

### Alben
| Jahr | Titel                              | Höchstplatzierung, Gesamtwochen, AuszeichnungChartsChartplatzierungen (Jahr, Titel, Platzierungen, Wochen, Auszeichnungen, Anmerkungen) | Anmerkungen                                             |
| Jahr | Titel                              | UK | Anmerkungen                                             |
| ---- | ---------------------------------- | --- | ------------------------------------------------------- |
| 2006 | Classic FM presents                | UK90 (1 Wo.)UK |                                                         |
| 2007 | Onward                             | UK72 (1 Wo.)UK |                                                         |
| 2007 | La Passione                        | UK83 (1 Wo.)UK |                                                         |
| 2011 | Bring Him Home                     | UK9 Platin · (59 Wo.)UK |                                                         |
| 2011 | Alfie                              | UK6 Platin · (20 Wo.)UK |                                                         |
| 2012 | Storyteller                        | UK6 Platin · (18 Wo.)UK |                                                         |
| 2013 | Trust                              | UK8 Gold · (10 Wo.)UK |                                                         |
| 2014 | Serenata                           | UK14 Silber · (9 Wo.)UK |                                                         |
| 2016 | Together                           | UK1 ×2Doppelplatin · (36 Wo.)UK | mit Michael Ball                                        |
| 2017 | Together Again                     | UK1 Platin · (19 Wo.)UK | mit Michael Ball                                        |
| 2018 | As Time Goes By                    | UK10 Silber · (7 Wo.)UK |                                                         |
| 2019 | Back Together                      | UK2 Gold · (16 Wo.)UK | mit Michael Ball                                        |
| 2020 | Together at Christmas              | UK1 Gold · (19 Wo.)UK | mit Michael Ball                                        |
| 2022 | Together in Vegas                  | UK3 (9 Wo.)UK | mit Michael Ball                                        |
| 2023 | Open Arms – The Symphonic Songbook | UK10 (2 Wo.)UK |                                                         |
| 2024 | Together at Home                   | UK1 (7 Wo.)UK | Erstveröffentlichung: 8. November 2024 mit Michael Ball |

Weitere Alben
- 2009: Lehár: Love Was a Dream
- 2010: The Sound of Alfie Boe
- 2011: Love Was a Dream
- 2013: Home for the Holidays
- 2016: Solo & Apart (UK: Silber)

### Videoalben
- 2012: The Bring Him Home Tour (UK: Gold)
- 2020: Back Together – Live in Concert (mit Michael Ball, UK: Platin)